# Phú Quốc
Phú Quốc er den største ø i Vietnam, beliggende i Thailandbugten. Der er også nogle holme. Administrativt er den et distrikt i provinsen Kiên Giang. Der er 179 480 indbyggere (2020) på øen der har et areal på 574 kvadratkilometer. Øen er et populært turistmål med nogle smukke strande; klimaet er tempereret hele året.